# Maria de Naglowska
Maria de Naglowska (1883–1936) fou una ocultista, mística, escriptora, periodista, i poeta russa que va escriure i ensenyar sobre pràctiques rituals de màgia sexual i que es trobava molt connectada amb el moviment surrealista parisenc. Entre 1932 i 1935 va establir i va dirigir una societat ocultista coneguda com Confrerie de la Flèche d'Or (Fraternitat de la Fletxa Daurada) a París. Les lliçons ocultistes que impartia Naglowska se centraven en el que va anomenar "Tercer Terme de la Trinitat", en la qual l'Esperit Sant del cristianisme clàssic és reconegut com la divinitat femenina. Les seves pràctiques tenien com a objectiu la reconciliació de les forces de la llum i de la foscor dins naturalesa a través de la unió del masculí i femení, revelant el poder espiritual i transformador del sexe.

## Biografia
Naglowska Va néixer el 1883 a St. Petersburg, Rússia, la filla d'un governador provincial de Kazan. Quedà òrfena als12 anys i fou educada en l'aristocràtic Institut Smolna. Arrel del conflicte que sorgí amb la seva família a causa de la seva relació amorosa amb un jueu d'origen humil, Moise Hopenko, es traslladà primer a Berlín i més tard a Ginebra, on es varen casar i on tendrien tres fills. Al voltant 1910, Hopenko l'abandonà per a traslladar-se a Palestina. Naglowska es guanyava la vida com a mestra d'escola. També treballà com a periodista però els seus escrits radicals feren que fos empresonada i, eventualment, expulsada de Suïssa. Després d'això es traslladà a Roma, als voltants de 1920.
A Roma també treballà com a periodista i entrà en contacte amb Julius Evola.
El 1929, es mudà a París. Per tal de mantenir-se, va començar a dirigir seminaris d'ocultisme amb més 40 assistents on exposava les seves idees sobre la màgia sexual. Alguns dels assistents a les sessions foren coneguts escriptors d'avantguarda i artistes com Evola, William Seabrook, Home Ray, i André Breton. Aquestes trobades serien les que anirien conformant el que, amb el temps, seria la Fraternitat de la Fletxa Daurada.
Els esdeveniments que organitzava solien ser bastant polèmics. El 1935, Naglowska va presentar una ponència al Club de Faubourg, per a la qual fou presentada com la "Suma Sacerdotesa de l'Amor del Temple de la Tercera Era", sota el títol "Màgia i Sexualitat: Què és el Coit Màgic? Què és la Serp Simbòlica?" El club va ser acusat i condemnat per "ultratge a decència pública", si bé més tard tingué èxit en l'apel·lació de la però més tard amb èxit apel·lat la condemna.
Durant el seu temps a París, també va publicar un diari anomenat La Flèche (La Fletxa) en el qual van col·laborar ella i altres ocultistes coneguts, com Evola.
El1931, va compilar, traduir i publicar al francès una col·lecció d'obres (algunes inèdites) de l'ocultista estatunidenc Paschal Beverly Randolph, de temàtica basada en la màgia sexual i els miralls màgics. Les seves traduccions de les idees i coneixements de Randolph, fins llavors poc coneguts, faran d'aquest autor una figura influent en la posterior màgia europea. Per la seva banda, ella amplià aquestes obres, afegint el que, assegurava, havien estat algunes de les seves lliçons, impartides de manera oral.
L'any següent, va publicar una novel·la semi-autobiogràfica: Le Ritu Sacré de l'amour magique (El Ritual Sagrat de l'Amor Màgic.)
Més tard el mateix any, també va publicar La Lumière du sexe (La Llum de Sexe), un tractat místic i guia de sexualitat ritual que es convertí en lectura obligatòria per a aquells que pretenien ser iniciats dins la Fraternitat de la Fletxa Daurada.
Més tard publicà sexualitat màgica avançada, Le mystère de la pendaison (El misteri del penjat) en el qual detallava les lliçons del Tercer Terme de la Trinitat i el espiritualment transformador poder de sexe, així com la pràctica de l'asfixia eròtica ritual i altres pràctiques.
A més dels temes ocultistes, Maria Naglowska també ha influït el moviment artístic del surrealisme. El "Lexique succint de l'érotisme", en el catàleg de l'Exposició Internacional de Surrealisme de Paris de 1959, mostra la seva influència. El surrealista Sarane Alexandrian va escriure una exhaustiva narració detallat de la seva vida.
El 1935, Naglowska va tenir un somni premonitori sobre la seva mort i, poc després, va anar per viure amb la seva filla a Zúric. Va morir allà, a l'edat de cinquanta-dos anys, el 17 d'abril de 1936.

## Ús del simbolisme Satànic
Julius Evola, en el seu llibre Eros i els Misteris d'Amor: La Metafísica de Sexe explicava que Naglowska sovint escrivia amb la intenció d'impactar i assenyala la seva "intenció deliberada d'escandalitzar el lector a través d'una assimilació necessària del Satanisme." Potser a causa d'aquest efecte escandalós i provocador, Naglowska feia servir una retòrica i imagineria satànica, si bé també podria tractar-se d'un sofisticat simbolisme amb el que il·lustrar el seu missatge.
Es referia a si mateixa com una "dona satànica" i animava explícitament als seus deixebles per a que imaginessin Satan com un una força pròpia de la humanitat més que com un esperit destructiu, extern i real. Naglowska feia servir Satanàs com a símbol per al desig de l'home cap al gaudi i la llibertat quan escriu "Els meus Germans, els Guerrers Venerables de la Fletxa Daurada, diran: 'L'Home Lliure dins teu fou Satanàs, i va voler alegria eterna, però tu, Germà Alliberat, vas decidir d'una altra manera, perquè no vas ser només Satan sinó també també Ell, qui viu, qui és Vida."

## Pràctica ritual
Un ritual que compta amb una narració de primera mà descriu a una Naglowska despullada tombada d'esquena sobre l'altar mentre que un iniciat masculí deposita un calze sobre els genitals d'ella i proclama "jo lluito per qualsevol mitjà per a aconseguir la il·luminació, amb l'ajuda d'una dona que sap com estimar-me amb amor virginal... Investigaré amb els companys l'acte eròtic iniciàtic, el qual, transformant la calor en llum desperta Llucifer des de les satàniques ombres de la masculinitat."